# الوطن الأزرق

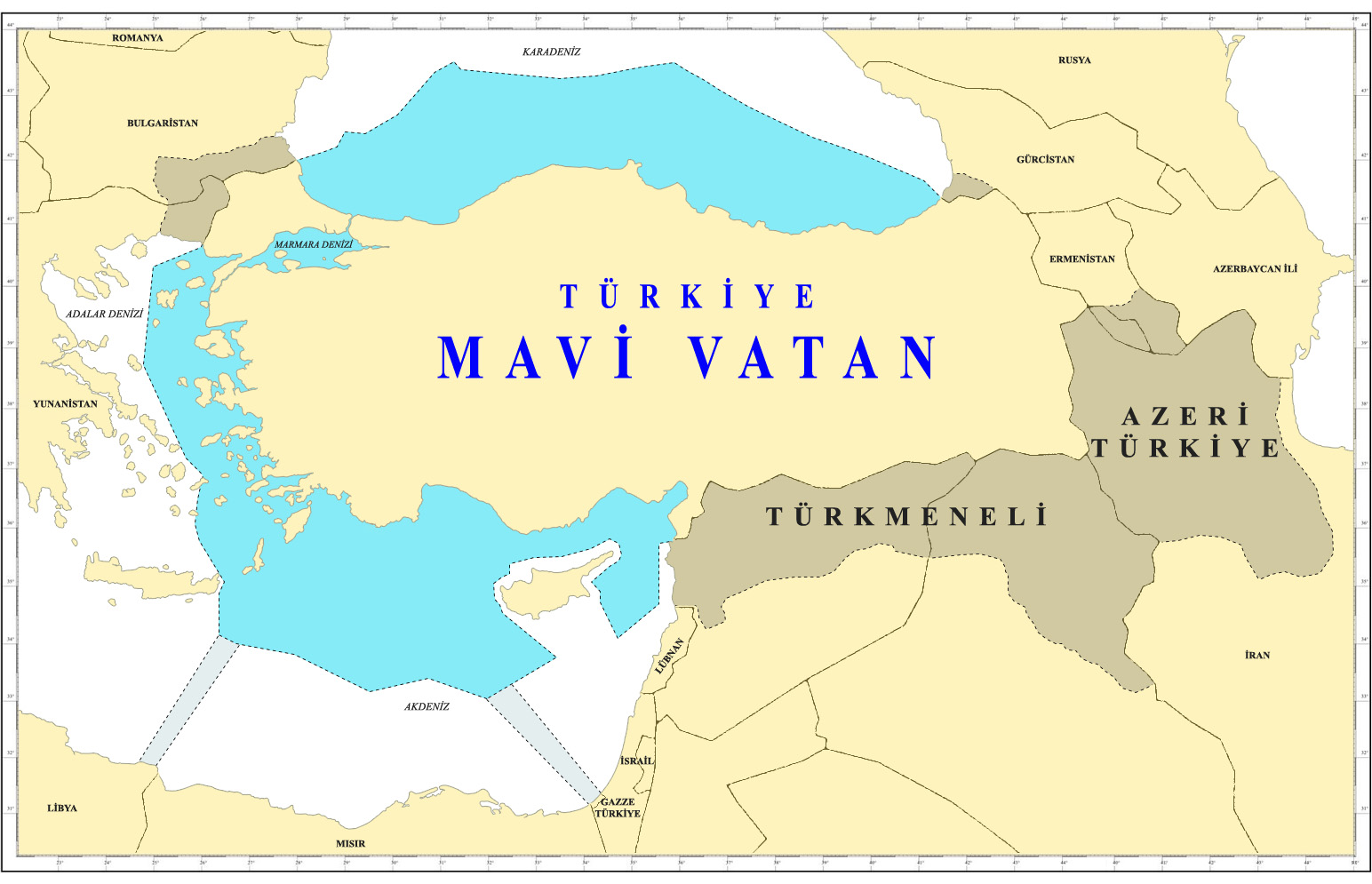
خريطة الوطن الأزرق التي رسمها جهاد يايجي

الوطن الأزرق (بالتركية: Mavi Vatan) هو مفهوم ونظرية تركية تحررية وواسعة، طورها رئيس أركان البحرية التركية جهاد يايجي يمثل المفهوم المنطقة الساحلية التركية والجرف القاري والمنطقة الاقتصادية الخالصة حول البحر الأسود، بالإضافة إلى مطالبات تتعلق بالجرف القاري والمنطقة الاقتصادية الخالصة في شرق البحر الأبيض المتوسط وبحر إيجة.

## التاريخ
في 2 سبتمبر 2019، ظهر الرئيس التركي رجب طيب أردوغان في صورة مع خريطة تصور ما يقرب من نصف بحر إيجه وقسمًا يصل إلى الساحل الشرقي لجزيرة كريت التابعة لتركيا. ظهرت الخريطة أثناء مراسم أداء اليمين الرسمية في جامعة الدفاع الوطني التركية في إسطنبول تظهر منطقة تحمل علامة «الوطن الأزرق لتركيا» تمتد إلى وسط بحر إيجة، بما في ذلك الجزر اليونانية في هذا الجزء من البحر، دون إشارة إلى المياه الإقليمية اليونانية المحيطة به.
في 13 نوفمبر 2019، قدّمت تركيا بسلسلة من المطالبات الخاصة بالمناطق الاقتصادية الخالصة في شرق البحر الأبيض المتوسط لدى الأمم المتحدة والتي تعارضت مع المطالبات اليونانية في نفس المناطق - بما في ذلك منطقة بحرية تمتد من الغرب إلى الجنوب الشرقي من رودس والجنوب. جاءت المزاعم التركية في رسالة رسمية من الممثل الدائم لتركيا لدى الأمم المتحدة فريدون سينيرلي أوغلو، والتي تعكس مفهوم أنقرة عن «الوطن الأزرق». أدانت اليونان هذه المزاعم باعتبارها لا أساس لها من الصحة من الناحية القانونية وغير دقيقة وتعسفية وتشكل انتهاكًا تامًا للسيادة اليونانية.